# Murenosaure
El murenosaure (Muraenosaurus) és un gènere representat per una única espècie de plesiosaure criptoclídid que va viure en el Juràssic superior, en el que avui és Europa.